# Mycocalicium victoriae
Mycocalicium victoriae är en lavart som först beskrevs av C. Knight ex F. Wilson, och fick sitt nu gällande namn av Nádv. Mycocalicium victoriae ingår i släktet Mycocalicium och familjen Mycocaliciaceae.   Inga underarter finns listade i Catalogue of Life.